# Bretagne Classic
Pour l'épreuve féminine, voir Grand Prix de Plouay féminin. Pour l'ancienne épreuve amateur, classée en Europe Tour en 2023, voir Grand Prix de Plouay (1.2).
La Bretagne Classic, dénommée Bretagne Classic CIC depuis 2025, est une course cycliste française. Créée en 1931 sous le nom « Circuit international de Plouay », elle devient progressivement durant les années 1960 le « Grand Prix de Plouay » (GP Plouay) et prend son nom actuel en 2016. Sponsorisée par le journal Ouest-France en 1989, elle prend le nommage de la banque CIC en 2025.
Organisée par le comité des fêtes de Plouay, depuis son origine, puis par sa filiale Plouay Cyclisme Organisation dès 2020, l'épreuve voit son parcours débuter et finir dans cette même ville dans le Morbihan, chaque année à la fin du mois d'août. Courue depuis ses débuts sur un tracé en circuit à parcourir plusieurs fois jusqu'en 2015 inclus, son parcours est dorénavant tracé à travers la région Bretagne (d'où elle tire son nom), évoluant à chaque édition.
La classique bretonne fait partie des cinq épreuves World Tour situées en France, la seule course d'un jour avec Paris-Roubaix; c'est également la seule à ne pas être organisée par ASO.

## Histoire

### Une course paroissiale
La course tire son origine par les fêtes patronales de "Saint-Ouen", organisées sur un week-end de quatre jours et sa course cycliste, créée en 1908,. Sous l'impulsion du docteur René Berthy, président du comité des fêtes entre 1930 et 1932 et qui deviendra médecin du Tour de France entre 1952 et 1954, l'épreuve est créée en 1931 sous le nom de « Circuit international de Plouay », en soutien du Nouvelliste du Morbihan, titre de presse qui perçoit le cyclisme comme un bon support marketing efficace pour accroitre ses ventes tel que l'a fait L'Auto avec le Tour de France.
Dès sa première édition ayant lieu le 1er septembre 1931 et accueillant une cinquantaine de coureurs amateurs et professionnels, le circuit de Plouay connait un grand succès populaire qui s'est renforcé à la fin des années 1930 avec les victoires de Pierre Cogan, Jean-Marie Goasmat et Pierre Cloarec, alors grandes vedettes du sport dans la région. L'édition de 1939 est annulée quelques jours avant en raison des prémices de la seconde guerre mondiale,,.

### Des difficultés à un nouvel élan
Les années d’après-guerre sont plus difficiles, le nombre d'engagés est en baisse en raison des critériums qui rémunèrent les coureurs. Devenu le « Grand-Prix de Plouay », dont le nom émerge à partir des années 1960, la course connait des années difficiles dans les années 1970, souffrant du déclin du nombre de participants (seulement 17 coureurs en 1975),,.
L'épreuve prend en 1989 l’appellation officielle « Grand Prix Ouest-France de Plouay » incluant le nom du journal Ouest-France qui parraine la course depuis 1982, notamment utilisée par l'Union cycliste internationale (UCI) et par l'organisation elle-même ainsi que par divers journaux (Ouest-France, L'Équipe, etc.). Toutefois l’appellation historique « Grand Prix de Plouay » reste fréquemment celle qui est retenue dans les médias. Au cours des années 1990, le succès ne se désemplit pas et on dénombre jusqu'à 300 000 spectateurs autour du circuit. En 1992, suivant les recommandations de la télévision, l'épreuve délaisse le traditionnel jour du mardi pour le dimanche; la course s'internationalise et le nombre de coureurs étrangers augmente. La course est inscrite cette même année au calendrier de la première édition de la coupe de France jusqu'en 1999.

### Accession au plus haut niveau et passage de la course en ligne
L'épreuve accède à l'élite mondiale du cyclisme en 2005 en obtenant le label Pro Tour, étant inscrite sans discontinuité au calendrier depuis cette date.
En 2016, les organisateurs décident de changer de nom pour prendre l'appellation Bretagne Classic Ouest-France. Cette modification de nom s'effectue également par un changement de format. L'UCI incitant à montrer davantage le patrimoine breton dans les retransmissions télévisées, la course en circuit évolue vers une course en ligne à travers la Bretagne,.
En février 2019, les organisateurs annoncent l'arrêt de la course consécutivement au retrait du diffuseur France Télévisions. À la suite de cette annonce, le ministre des Affaires étrangères Jean-Yves Le Drian intervient auprès de France Télévisions, qui revient sur sa décision au bout de quelques jours. La Bretagne Classic est finalement maintenue.
La saison 2020 de cyclisme, connaissant des difficultés à la suite de nombreux reports et d'annulations d'épreuves dus à la pandémie de Covid-19, la classique prend place le mardi précédant le départ du Tour de France 2020. Elle est programmée la même semaine que les championnats d'Europe de cyclisme sur route, organisés également à Plouay.

### Logotype

Logo entre 2020 et 2024 avec le contrat de nommage de Ouest-France.
Logo à partir 2025, avec le contrat de nommage de CIC.

## Parcours

### Course en circuit
Le GP de Plouay est une épreuve qui se court depuis son origine en circuit, d'où sa première appellation, le circuit de Plouay. L'épreuve se compose d'un circuit à parcourir plusieurs fois, d'une longueur variable (jusqu'à 50 kilomètres lors des années 1970), et composé de différentes côtes. La côte du Pont-Neuf est notamment montée entre 1956 et 1975. En 1976, la côte du Lézot (1,4 km à 4 %) est escaladée pour la première fois, elle sera juge d'arrivée dès 1983 en préparation du championnat de France de cyclisme sur route en 1984. La côte de Ty Marrec (1 km à 7 %), qui deviendra célèbre dû aux nombreuses attaques les années suivantes, est ajoutée au circuit en 1989. À la suite de l'organisation des championnats du monde de cyclisme sur route en 2000 qui a lieu quelques semaines plus tard, le Grand-Prix Ouest-France 2000 emprunte le circuit Jean-Yves Perron long de 14,150 km. Exit l'arrivée au Lézot, le départ et l’arrivée se font dorénavant sur le bien-nommé Boulevard des championnats du monde.

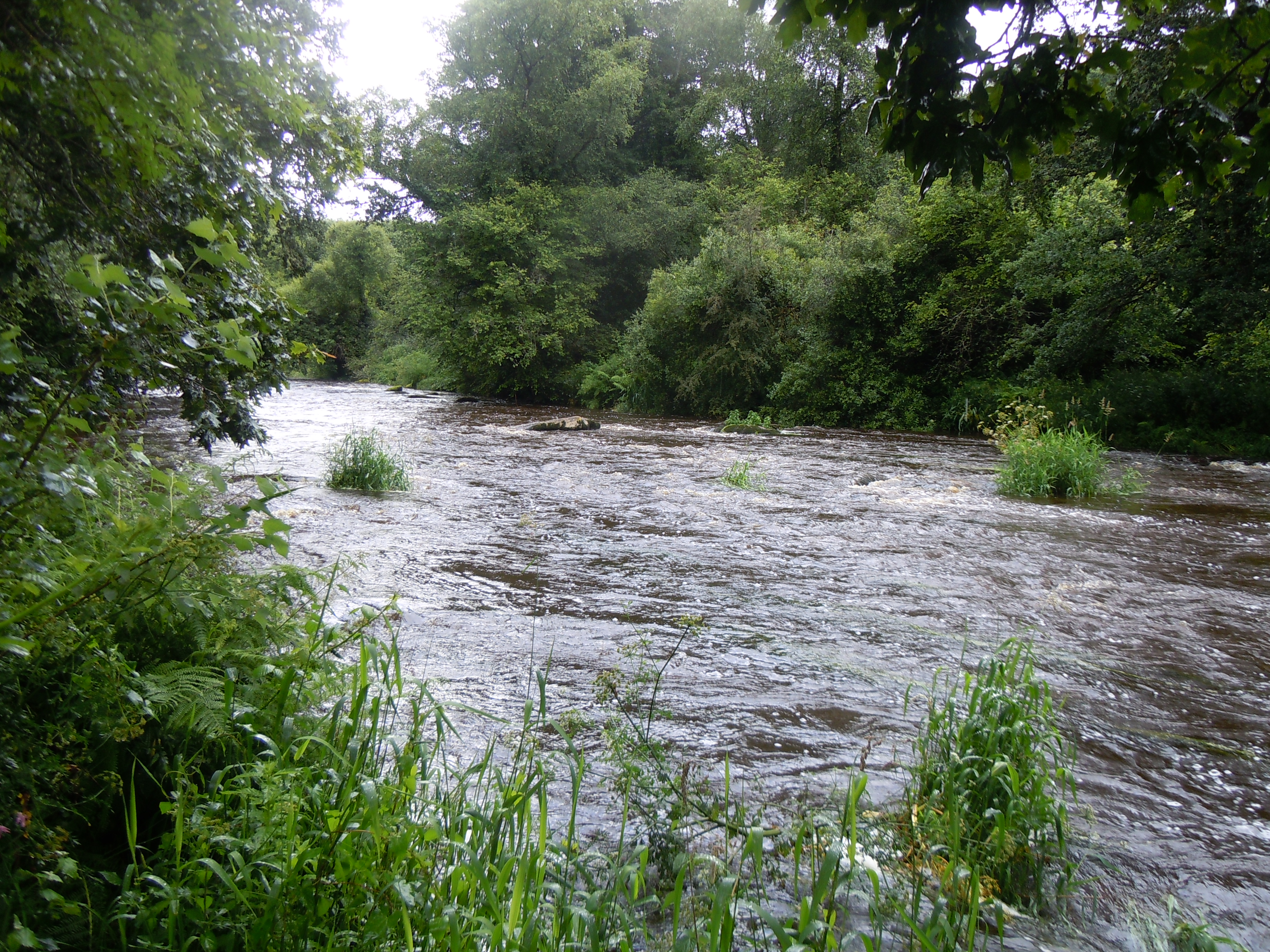
Le Scorff, qui longe le circuit.

La côte du moulin, qui précède celle du Lézot, est remis au goût du jour lors de l'édition 2003,. En 2006, le circuit est prolongé pour atteindre 19,75 km, dans le but de rendre le parcours plus sélectif,. En conséquence, les coureurs doivent désormais escalader une nouvelle ascension, celle de Kérihuel (2,3 km à 8 %). Pour répondre aux souhaits des diffuseurs, en 2012, l'équipe organisatrice allonge le tracé pour atteindre 27 km. Arrivés à Pont-Neuf, les coureurs longent alors le Scorff, en passant proche du moulin de Coat-Cren, l'auberge et le château de Pont-Calleck et sa chapelle Sainte-Anne. Le circuit revient vers Pont-Neuf avant d'emprunter le Minojenn du Calvaire (variante de la première partie d'ascension de la côte de Ty-Marrec), route étroite de trois mètres de large et une pente maximale de 13 %, pour rendre le circuit plus difficile. Le parcours dans le centre-ville est légèrement modifié l'année suivante pour des raisons de circulation, ne passant plus par la côte du Moulin et empruntant des rues parallèles,,. Lors des éditions 2014 et 2015, le tour final est celui utilisé entre 2003 et 2005.

Tracés du circuit entre 2003 et 2015
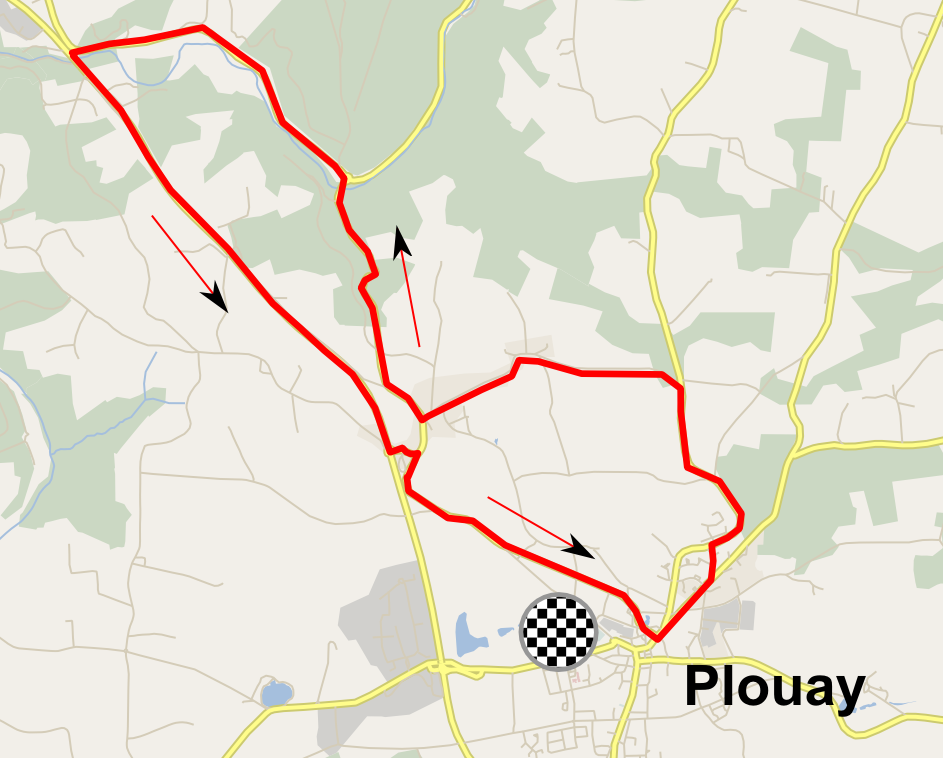
Entre 2003 et 2005
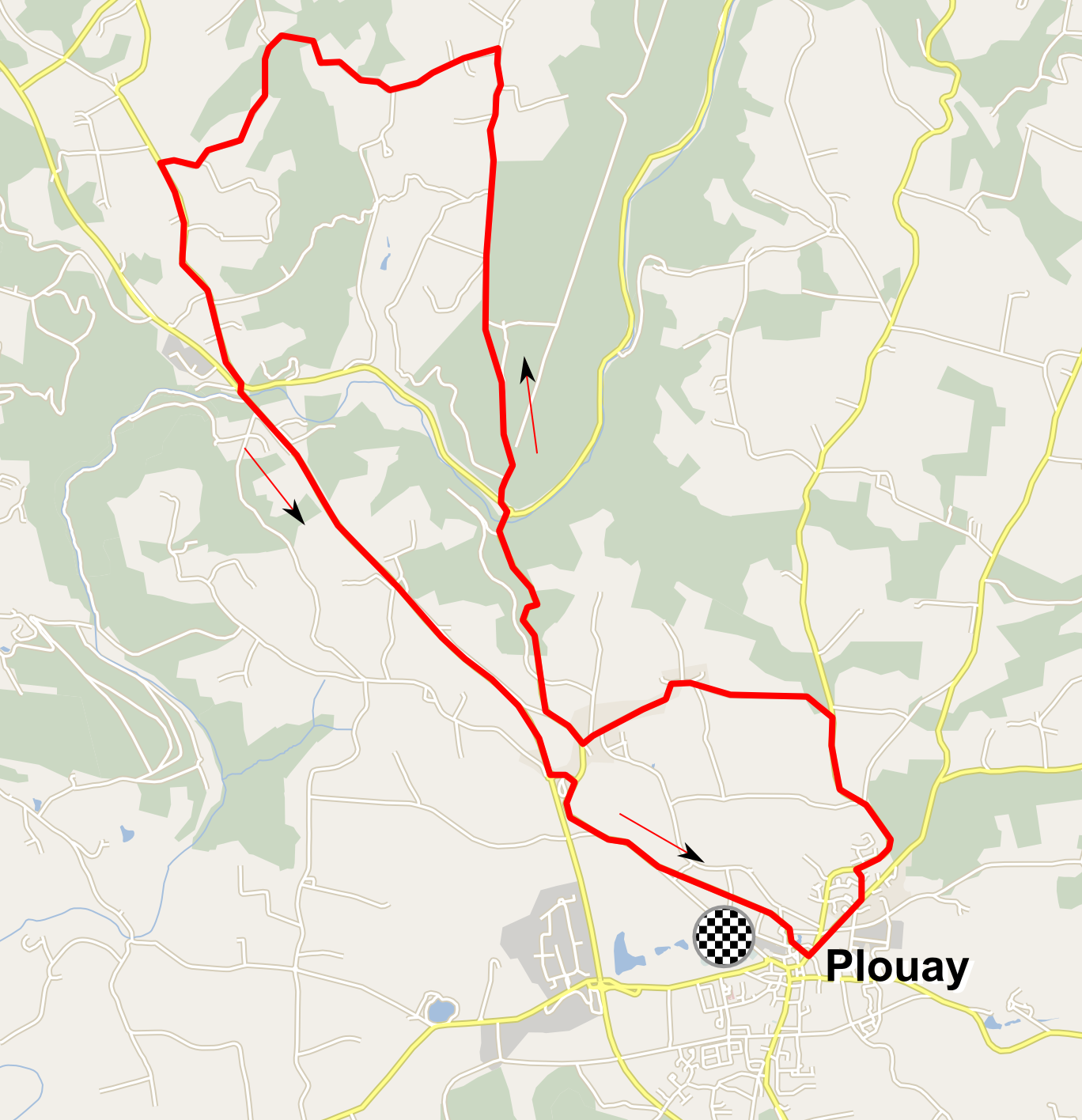
Entre 2006 et 2011
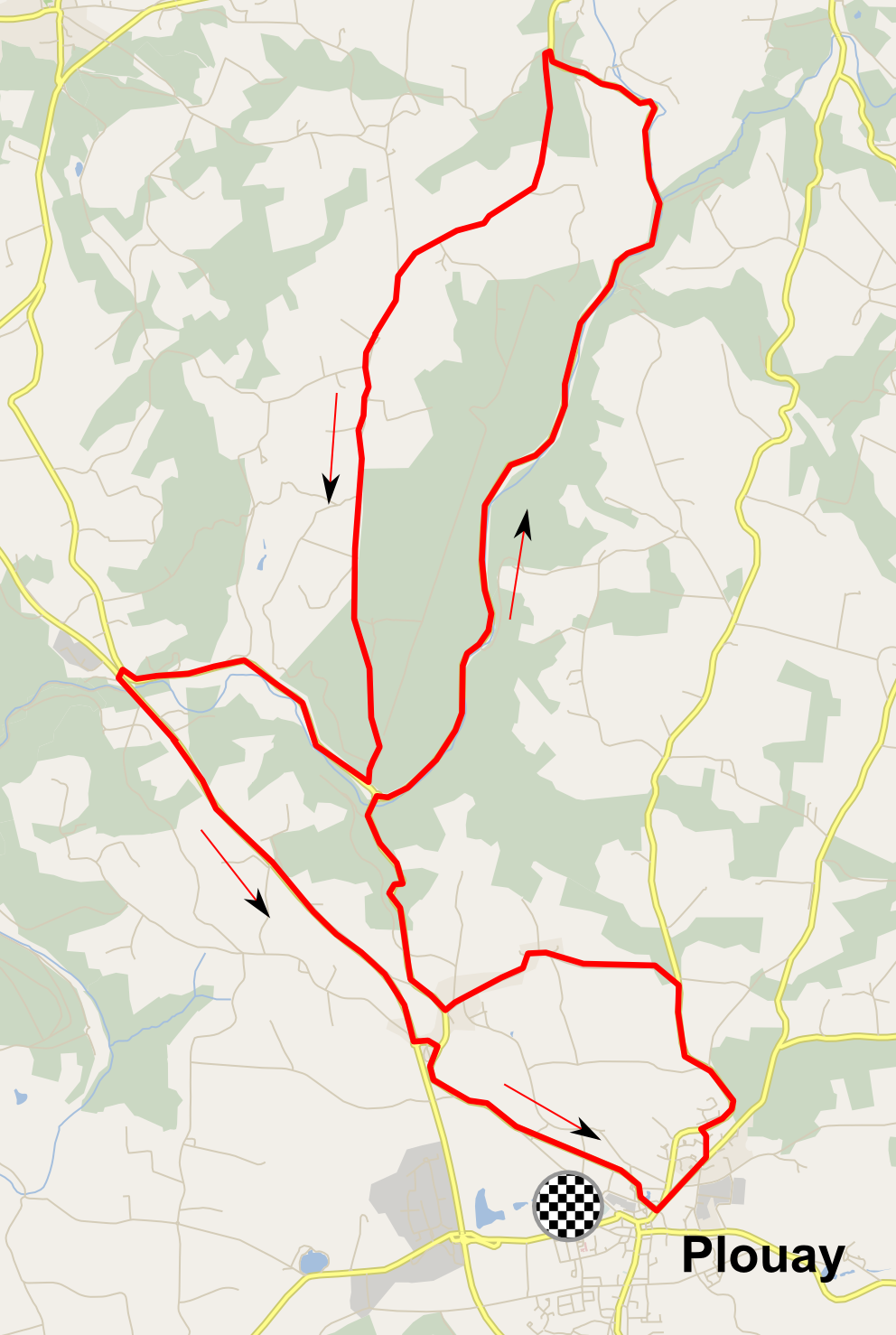
En 2012 et 2013
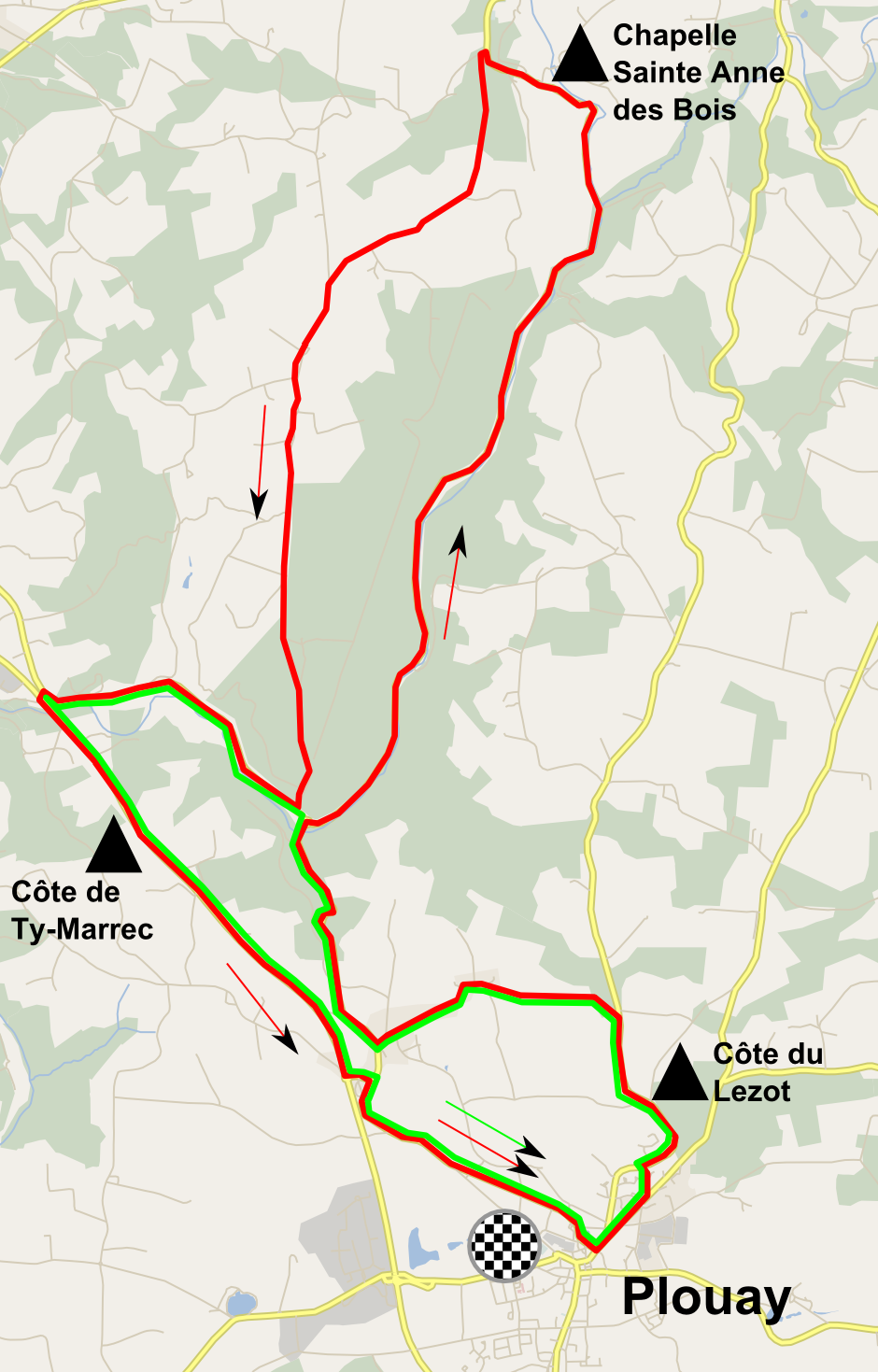
En 2014 et 2015

### Passage en ligne
Pour éviter le schéma traditionnel (échappée dès les premiers tours puis reprise dans les derniers tours suivi d'attaques ou d'un sprint), casser la monotonie de la course, ainsi que de répondre favorablement à une demande de l'UCI concernant les images pour la diffusion internationale, les organisateurs décident à la suite de l'édition 2015 d'innover ; le parcours empruntera dorénavant un tracé à travers la région Bretagne, tout en gardant un tour de circuit traditionnel. Dès 2016, l'itinéraire de la nouvelle nommée Bretagne Classic emprunte les routes du Morbihan, des Côtes-d'Armor et du Finistère, avec un passage par les monts d'Arrée, sur une distance de 233 km avant de finir par un tour du circuit Jean-Yves Perron de 14 km,,. L'année suivante, le parcours voit une double ascension de la côte de Mûr-de-Bretagne,. La côte de Cadoudal à Plumelec, escaladée à deux reprises, le golfe du Morbihan, ainsi qu'un passage à Vannes sont au programme en 2018 avec la présence d'un ribin (traduction chemin en breton), qui s'avèrera décisif. Le circuit final est légèrement modifié : la côte du Moulin fait son retour alors que la côte du bois de Kerlucas est attaqué par les coureurs d'un autre angle,. L'édition suivante voit la course prendre direction du Finistère jusqu’à la Presqu'île de Crozon, avec un passage sur le pont de Térénez et deux secteurs empierrés proches de Saint-Goazec. Le tour final revient à la boucle traditionnelle,.
En 2020, après un passage une nouvelle fois par Mûr de Bretagne puis à Saint-Brieuc, préfecture des Côtes-d'Armor, et à Yffiniac, patrie de Bernard Hinault, la classique finit par un tour de circuit des épreuves en ligne des championnats d'Europe qui ont lieu la même semaine, long de 13,7 km. L'ascension de Ty-Marrec est supprimée du parcours, une première depuis trente ans, et deux côtes la remplacent, la montée de Lann Payot (1,3 km à 2,6 %) et la Côte du Pont-Neuf, dit aussi Restergal, (1,5 km à 4,2 %), qui fait office de juge de paix. En 2022, après un parcours en ligne intégralement dans le Morbihan et le passage par deux secteurs gravel, le circuit final change une nouvelle fois. Exit la côte du Pont-Neuf remplacée par celle de Rostervel, toujours accompagné par l'ascension du Lézot et celle de Kerscoulic.
| Edition | Départements traversés             | Tracé en ligne | Circuit | Total    | D+      |
| ------- | ---------------------------------- | -------------- | ------- | -------- | ------- |
| 2016    | Côtes-d'Armor, Finistère, Morbihan | 235,0 km       | 13,9 km | 248,9 km |         |
| 2017    | Côtes-d'Armor, Morbihan            | 227,8 km       | 13,9 km | 241,7 km | 2 800 m |
| 2018    | Morbihan                           | 242,2 km       | 14,7 km | 256,9 km | 1 900 m |
| 2019    | Finistère, Morbihan                | 234,2 km       | 13,9 km | 248,1 km | 3 350 m |
| 2020    | Côtes-d'Armor, Morbihan            | 234,1 km       | 13,7 km | 247,8 km | 3 500 m |
| 2021    | Finistère, Morbihan                | 236,8 km       | 13,7 km | 250,5 km | 4 016 m |
| 2022    | Morbihan                           | 242,3 km       | 11,7 km | 254 km   | 3 384 m |
| 2023    | Côtes-d'Armor, Finistère, Morbihan | 246,3 km       | 11,7 km | 258 km   | 4 235 m |
| 2024    | Côtes-d'Armor, Finistère, Morbihan | 247,9 km       | 11,7 km | 259,6 km | 4 250 m |
| 2025    | Finistère, Morbihan                | 250,0 km       | 11,7 km | 261,7 km | 4 352 m |

## Palmarès

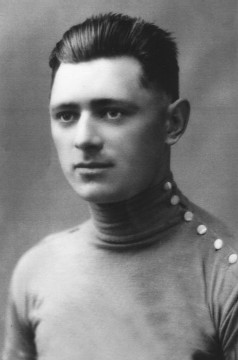
Fañch Favé domine la première édition

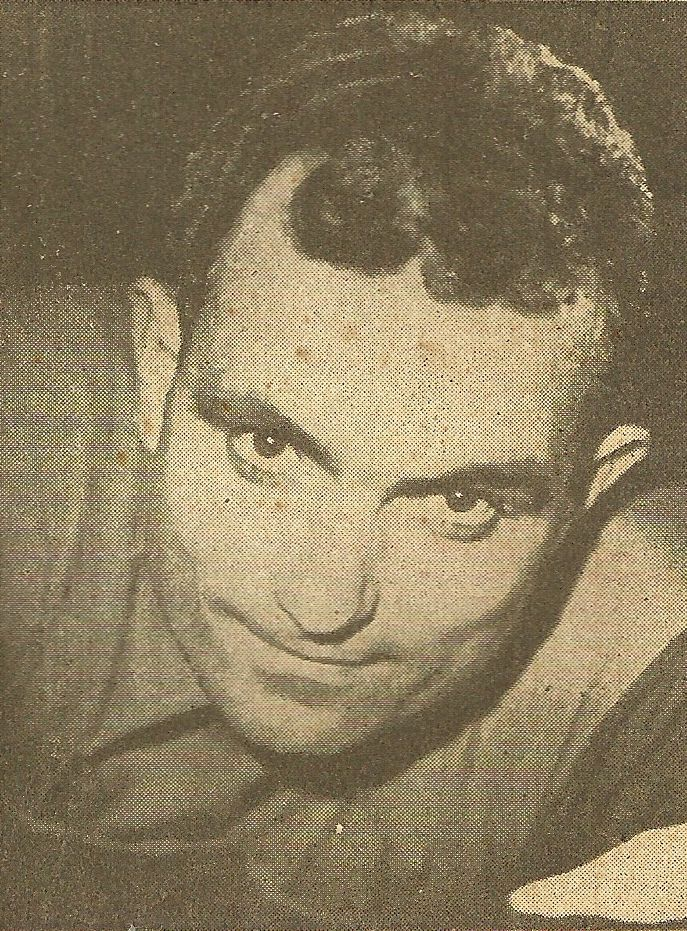
Éloi Tassin, double vainqueur en 1945 et 1948.

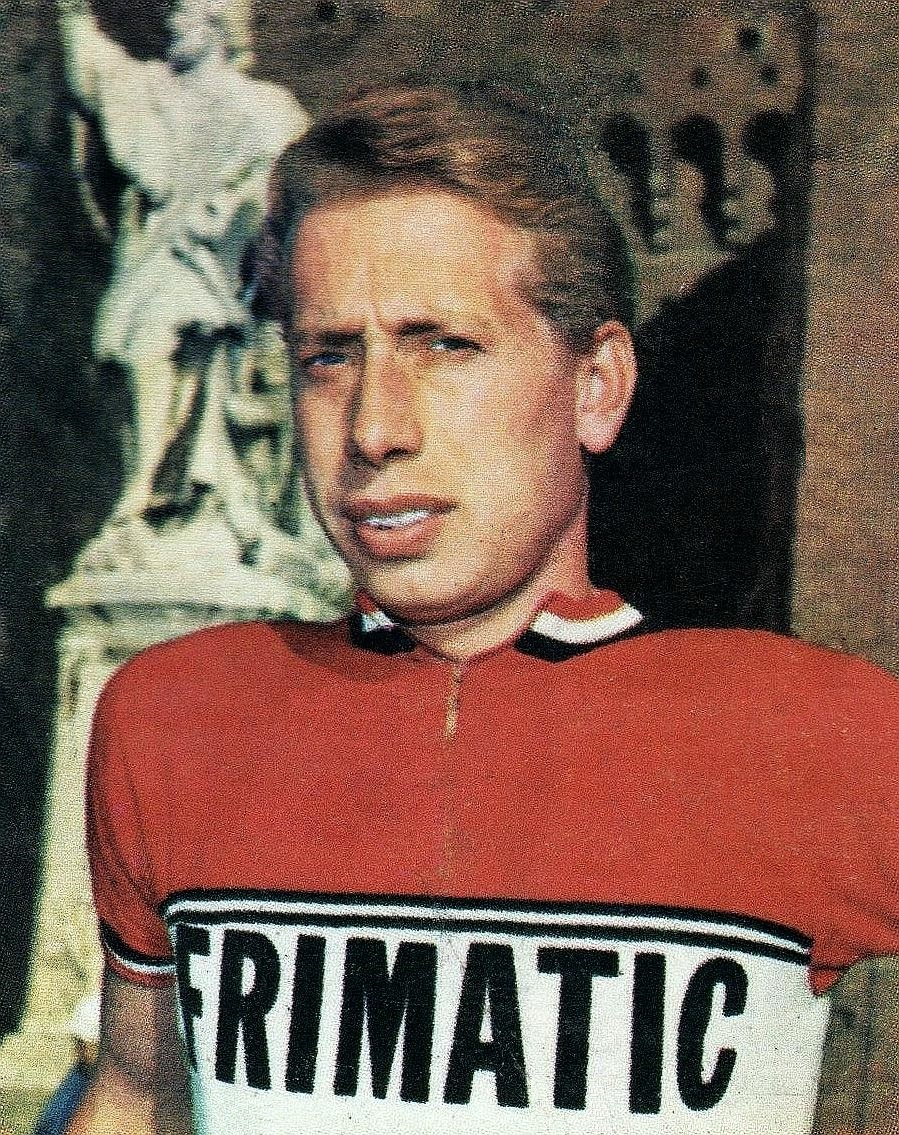
Jean Jourden s'impose consécutivement en 1967 et 1968.

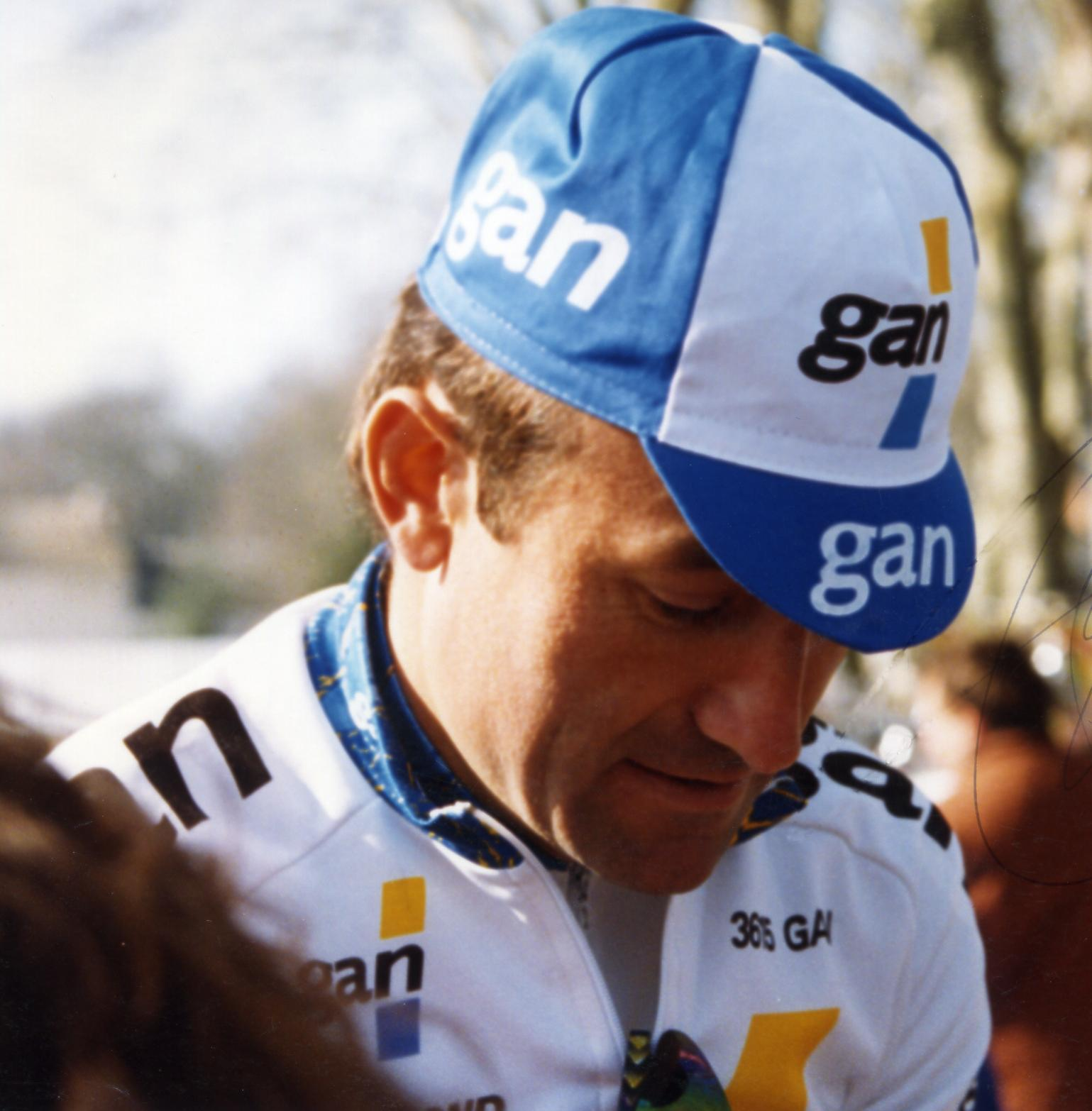
Gilbert Duclos-Lassalle, triomphant en 1981 et 1987.

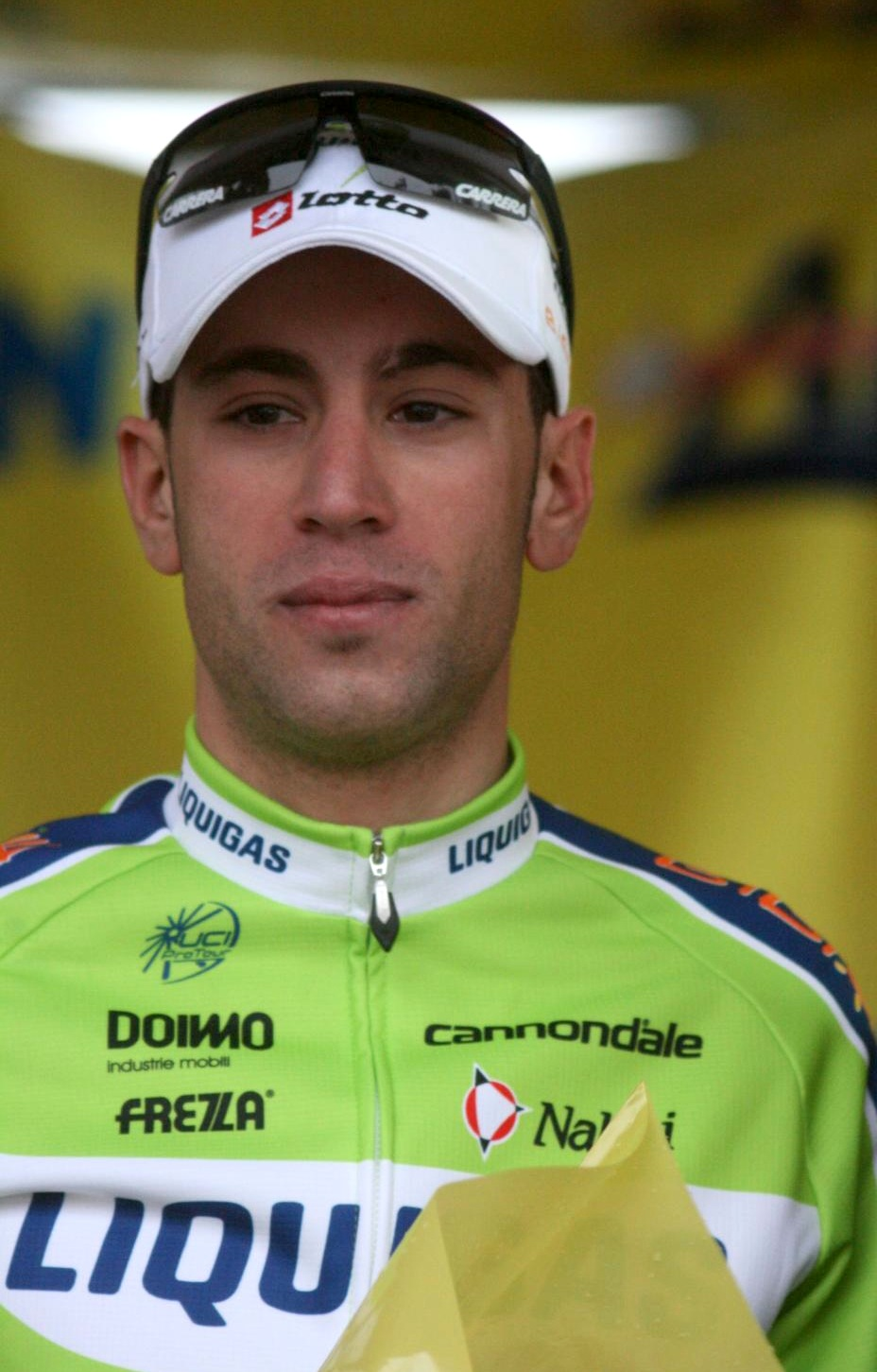
Vincenzo Nibali l'emporte en 2006.

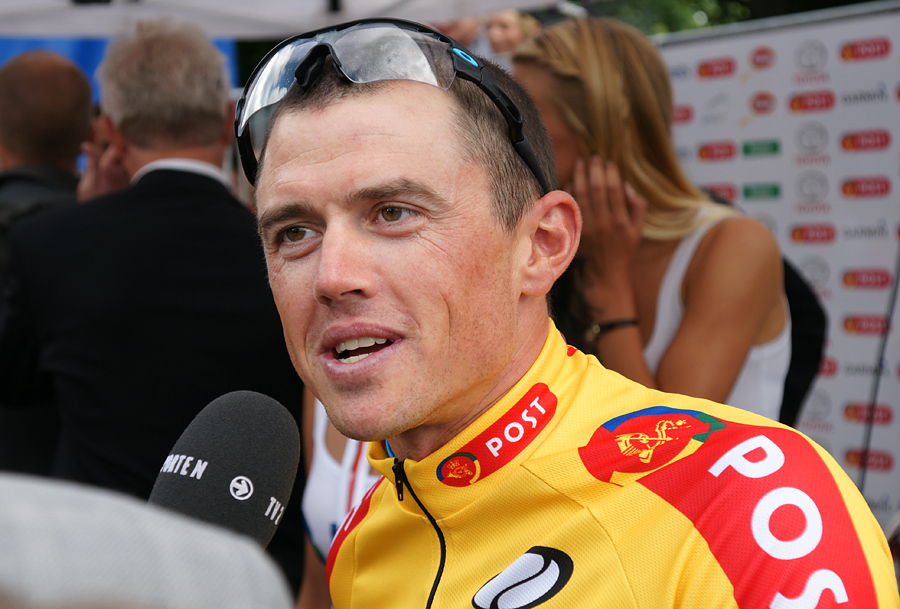
Simon Gerrans, premier non-européen victorieux en 2009.

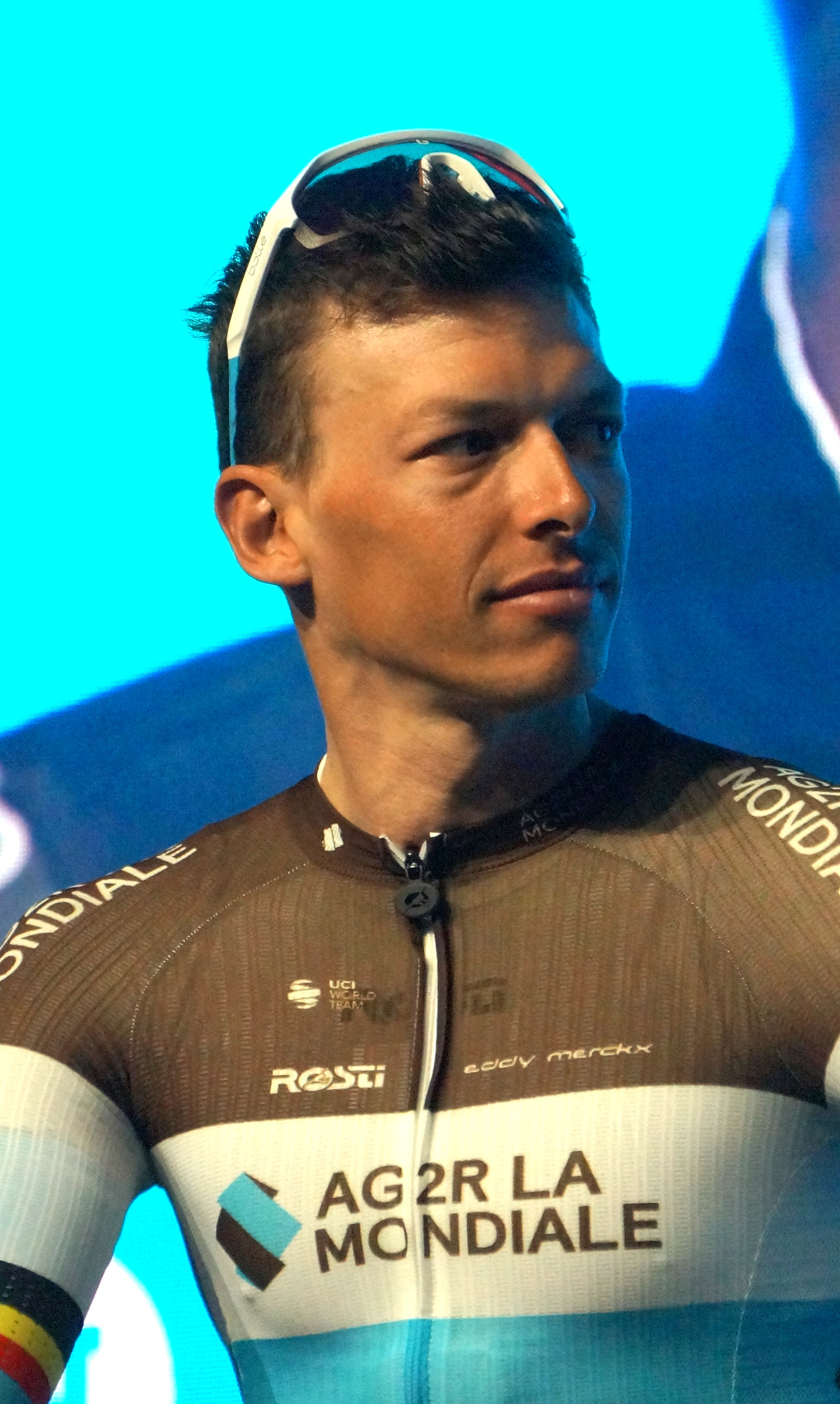
Oliver Naesen, lauréat en 2016 puis en 2018.

| Année                                                     | Vainqueur                                         | Deuxième                                          | Troisième                                         |
| --------------------------------------------------------- | ------------------------------------------------- | ------------------------------------------------- | ------------------------------------------------- |
| Circuit international de Plouay puis Grand-Prix de Plouay |                                                   |                                                   |                                                   |
| 1931                                                      | François Favé                                     | Pierre Le Doaré                                   | André Godinat                                     |
| 1932                                                      | Philippe Bono                                     | Paul Le Drogo                                     | Ferdinand Le Drogo                                |
| 1933                                                      | Philippe Bono                                     | Raymond Louviot                                   | Julien Grujon                                     |
| 1934                                                      | Lucien Tulot                                      | Jean Keriel                                       | René Durin                                        |
| 1935                                                      | Jean Le Dilly                                     | Emile Le Gallo                                    | Raymond Drouet                                    |
| 1936                                                      | Pierre Cogan                                      | François Lucas                                    | Jean Le Dilly                                     |
| 1937                                                      | Jean-Marie Goasmat                                | Robert Oubron                                     | Amédée Fournier                                   |
| 1938                                                      | Pierre Cloarec                                    | Robert Tanneveau                                  | Jean-Marie Goasmat                                |
| 1939-1944                                                 | Non disputé à cause de la Seconde Guerre mondiale | Non disputé à cause de la Seconde Guerre mondiale | Non disputé à cause de la Seconde Guerre mondiale |
| 1945                                                      | Éloi Tassin                                       | Christophe Taeron                                 | François Gouyette                                 |
| 1946                                                      | Ange Le Strat                                     | Roger Chupin                                      | Pierre Cogan                                      |
| 1947                                                      | Raymond Louviot                                   | Albert Bourlon                                    | Roger Chupin                                      |
| 1948                                                      | Éloi Tassin                                       | Francis Chretien                                  | Raymond Louviot                                   |
| 1949                                                      | Amand Audaire                                     | Guy Butteux                                       | René Haugustaine                                  |
| 1950                                                      | Amand Audaire                                     | André Ruffet                                      | Germain Mercier                                   |
| 1951                                                      | Émile Guérinel                                    | Guy Butteux                                       | Jean Erussard                                     |
| 1952                                                      | Émile Guérinel                                    | François Mahé                                     | Jean Bobet                                        |
| 1953                                                      | Serge Blusson                                     | Louis Gillet                                      | Raymond Scardin                                   |
| 1954                                                      | Ugo Anzile                                        | Jean Le Guilly                                    | Jean Cadras                                       |
| 1955                                                      | Jean-Jacques Petitjean                            | Jacques Dupont                                    | Joseph Le Cadet                                   |
| 1956                                                      | Valentin Huot                                     | René Fournier                                     | Joseph Morvan                                     |
| 1957                                                      | Isaac Vitré                                       | Joseph Morvan                                     | Joseph Groussard                                  |
| 1958                                                      | Jean Gainche                                      | André Ruffet                                      | Fernand Picot et Joseph Thomin                    |
| 1959                                                      | Emmanuel Crenn                                    | Jean Gainche                                      | Félix Le Buhotel                                  |
| 1960                                                      | Hubert Ferrer                                     | André Foucher                                     | Joseph Velly                                      |
| 1961                                                      | Fernand Picot                                     | Émile Le Bigaut                                   | Max Bleneau                                       |
| 1962                                                      | Jean Gainche                                      | Georges Groussard                                 | Joseph Morvan                                     |
| 1963                                                      | Fernand Picot                                     | Pierre Le Mellec                                  | Fernand Delort                                    |
| 1964                                                      | Jean Bourlès                                      | Hubert Ferrer                                     | Jean Gainche                                      |
| 1965                                                      | François Goasduff                                 | Hubert Niel                                       | Jean-Louis Jagueneau                              |
| 1966                                                      | Claude Mazeaud                                    | Jean Bourlès                                      | Pierre Le Mellec                                  |
| 1967                                                      | François Hamon                                    | Georges Chappe                                    | Maurice Morin                                     |
| 1968                                                      | Jean Jourden                                      | Jean-Claude Lebaube                               | André Zimmermann                                  |
| 1969                                                      | Jean Jourden                                      | François Goasduff                                 | Léon-Paul Ménard                                  |
| 1970                                                      | Gianni Marcarini                                  | Robert Bouloux                                    | Roland Berland                                    |
| 1971                                                      | Jean-Pierre Danguillaume                          | Jacques Gestraud                                  | Raymond Delisle                                   |
| 1972                                                      | Robert Bouloux                                    | Gérard Besnard                                    | Enzo Mattioda                                     |
| 1973                                                      | Jean-Claude Largeau                               | Gilbert Bellone                                   | Guy Sibille                                       |
| 1974                                                      | Raymond Martin                                    | Jacques Botherel                                  | Claude Aigueparses                                |
| 1975                                                      | Cyrille Guimard                                   | Jean-Louis Danguillaume                           | Guy Santy                                         |
| 1976                                                      | Jacques Bossis                                    | Patrick Perret                                    | Pierre-Raymond Villemiane                         |
| 1977                                                      | Jacques Bossis                                    | Roger Legeay                                      | Christian Seznec                                  |
| 1978                                                      | Pierre-Raymond Villemiane                         | Joop Zoetemelk                                    | Marcel Tinazzi                                    |
| 1979                                                      | Frits Pirard                                      | Jean Chassang                                     | Yvon Bertin                                       |
| 1980                                                      | Patrick Friou                                     | Jacques Bossis                                    | Bernard Becaas                                    |
| 1981                                                      | Gilbert Duclos-Lassalle                           | Dominique Arnaud                                  | Raymond Martin                                    |
| 1982                                                      | Francis Castaing                                  | Régis Clère                                       | Didier Vanoverschelde                             |
| 1983                                                      | Pierre Bazzo                                      | Marc Madiot                                       | Stephen Roche                                     |
| 1984                                                      | Sean Kelly                                        | Frédéric Vichot                                   | Éric Caritoux                                     |
| 1985                                                      | Éric Guyot                                        | Rudy Matthijs                                     | Marc Madiot                                       |
| 1986                                                      | Martial Gayant                                    | Sean Kelly                                        | Soren Lilholt                                     |
| 1987                                                      | Gilbert Duclos-Lassalle                           | Jean-Claude Bagot                                 | Frédéric Brun                                     |
| 1988                                                      | Luc Leblanc                                       | Charly Mottet                                     | Patrice Esnault                                   |
| 1989                                                      | Jean-Claude Colotti                               | Bruno Cornillet                                   | Gilles Delion                                     |
| 1990                                                      | Bruno Cornillet                                   | Martial Gayant                                    | Thomas Wegmüller                                  |
| 1991                                                      | Armand de Las Cuevas                              | Andreas Kappes                                    | Miguel Arroyo                                     |
| 1992                                                      | Ronan Pensec                                      | Serge Baguet                                      | Thierry Claveyrolat                               |
| 1993                                                      | Thierry Claveyrolat                               | Jean-François Bernard                             | Thierry Laurent                                   |
| 1994                                                      | Andreï Tchmil                                     | Richard Virenque                                  | Jens Heppner                                      |
| 1995                                                      | Rolf Jaermann                                     | Laurent Madouas                                   | Christian Henn                                    |
| 1996                                                      | Frank Vandenbroucke                               | Laurent Brochard                                  | Andreï Tchmil                                     |
| 1997                                                      | Andrea Ferrigato                                  | Sergio Barbero                                    | Christopher Horner                                |
| 1998                                                      | Pascal Hervé                                      | Ludo Dierckxsens                                  | Stéphane Heulot                                   |
| 1999                                                      | Christophe Mengin                                 | Markus Zberg                                      | Sergueï Ivanov                                    |
| 2000                                                      | Michele Bartoli                                   | Nico Mattan                                       | Walter Bénéteau                                   |
| 2001                                                      | Nico Mattan                                       | Patrice Halgand                                   | Patrick Jonker                                    |
| 2002                                                      | Jeremy Hunt                                       | Stuart O'Grady                                    | Baden Cooke                                       |
| 2003                                                      | Andy Flicklinger                                  | Anthony Geslin                                    | Nicolas Jalabert                                  |
| 2004                                                      | Didier Rous                                       | Serge Baguet                                      | Guido Trentin                                     |
| 2005                                                      | Désattribué                                       | Alexandre Usov                                    | Davide Rebellin                                   |
| 2006                                                      | Vincenzo Nibali                                   | Juan Antonio Flecha                               | Manuele Mori                                      |
| 2007                                                      | Thomas Voeckler                                   | Thor Hushovd                                      | Danilo Di Luca                                    |
| 2008                                                      | Pierrick Fédrigo                                  | Alessandro Ballan                                 | David López García                                |
| 2009                                                      | Simon Gerrans                                     | Pierrick Fédrigo                                  | Paul Martens                                      |
| 2010                                                      | Matthew Goss                                      | Tyler Farrar                                      | Yoann Offredo                                     |
| 2011                                                      | Grega Bole                                        | Simon Gerrans                                     | Thomas Voeckler                                   |
| 2012                                                      | Edvald Boasson Hagen                              | Rui Costa                                         | Heinrich Haussler                                 |
| 2013                                                      | Filippo Pozzato                                   | Giacomo Nizzolo                                   | Samuel Dumoulin                                   |
| 2014                                                      | Sylvain Chavanel                                  | Andrea Fedi                                       | Arthur Vichot                                     |
| 2015                                                      | Alexander Kristoff                                | Simone Ponzi                                      | Ramūnas Navardauskas                              |
| Bretagne Classic                                          |                                                   |                                                   |                                                   |
| 2016                                                      | Oliver Naesen                                     | Alberto Bettiol                                   | Alexander Kristoff                                |
| 2017                                                      | Elia Viviani                                      | Alexander Kristoff                                | Sonny Colbrelli                                   |
| 2018                                                      | Oliver Naesen                                     | Michael Valgren                                   | Tim Wellens                                       |
| 2019                                                      | Sep Vanmarcke                                     | Tiesj Benoot                                      | Jack Haig                                         |
| 2020                                                      | Michael Matthews                                  | Luka Mezgec                                       | Florian Sénéchal                                  |
| 2021                                                      | Benoît Cosnefroy                                  | Julian Alaphilippe                                | Mikkel Honoré                                     |
| 2022                                                      | Wout van Aert                                     | Axel Laurance                                     | Alexander Kamp                                    |
| 2023                                                      | Valentin Madouas                                  | Mathieu Burgaudeau                                | Felix Großschartner                               |
| 2024                                                      | Marc Hirschi                                      | Paul Magnier                                      | Magnus Cort Nielsen                               |

## Statistiques
| Victoires | Coureur                 | Pays     | Éditions     |
| --------- | ----------------------- | -------- | ------------ |
| 2         | Philippe Bono           | France   | 1932 et 1933 |
| 2         | Eloi Tassin             | France   | 1945 et 1948 |
| 2         | Amand Audaire           | France   | 1949 et 1950 |
| 2         | Émile Guérinel          | France   | 1951 et 1952 |
| 2         | Jean Gainche            | France   | 1958 et 1962 |
| 2         | Fernand Picot           | France   | 1961 et 1963 |
| 2         | Jean Jourden            | France   | 1968 et 1969 |
| 2         | Jacques Bossis          | France   | 1976 et 1977 |
| 2         | Gilbert Duclos-Lassalle | France   | 1981 et 1987 |
| 2         | Oliver Naesen           | Belgique | 2016 et 2018 |

| # | Pays            | Victoires | Dernier vainqueur         |
| - | --------------- | --------- | ------------------------- |
| 1 | France          | 63        | Valentin Madouas (2023)   |
| 2 | Italie          | 6         | Elia Viviani (2017)       |
| 2 | Belgique        | 6         | Wout van Aert (2022)      |
| 4 | Australie       | 3         | Michael Matthews (2020)   |
| 5 | Norvège         | 2         | Alexander Kristoff (2015) |
| 5 | Suisse          | 1         | Marc Hirschi (2024)       |
| 7 | Grande-Bretagne | 1         | Jeremy Hunt (2002)        |
| 7 | Irlande         | 1         | Sean Kelly (1984)         |
| 7 | Pays-Bas        | 1         | Frits Pirard (1979)       |
| 7 | Slovénie        | 1         | Grega Bole (2011)         |
| 7 | Ukraine         | 1         | Andreï Tchmil (1994)      |

## Autour de l'épreuve
La Bretagne Classic est l'un des rares événements sportifs de renommée internationale à être entièrement organisé par des bénévoles : ils sont ainsi chaque année plus de 600 à travailler au sein du comité des fêtes de Plouay,.
Depuis 2002, elle est intégrée dans un week-end de 3 jours puis 4 jours, en 2012 (4 jours CIC de Plouay),, comprenant des épreuves de différentes catégories :
- Le Grand Prix de Plouay féminin, dénommé depuis 2022 Classic Lorient Agglomération , est une épreuve créée en 1999 et devenue une manche de la Coupe du monde en 2002[14]. Originellement disputée en circuit, l'épreuve se déroule en ligne avec des tours de circuit final à partir de 2022; elle est disputée le samedi après-midi, veille de la Bretagne Classic (exceptionnellement le lundi en 2021)[47].
- Le Grand Prix de Plouay (1.2), anciennement appelé Grand Prix de Plouay amateurs ou Grand Prix de Plouay Elite Open, est une course créée en 2002 et courue intégralement en circuit. Elle se dispute jusqu'en 2016 le samedi matin et puis dès 2017, le dimanche, en course d'attente de la Bretagne Classic. Elle devient une épreuve du calendrier UCI Europe Tour (classe 1.2) en 2023.
- Le Grand Prix de Plouay Juniors est une épreuve classée "juniors fédérale" qui voit le jour en 2017. Elle se déroule le samedi matin[48], le samedi en fin d'après-midi en 2022 puis le vendredi après-midi dès 2024.
- Le Grand Prix de Plouay Juniors Femmes, créée en 2021, est une épreuve "juniors fédérale féminine", la seule inscrite au calendrier de la Fédération française de cyclisme. La première édition se déroule le samedi après-midi (remplaçant le GP féminin décalé au lundi en 2021[47]) puis dès 2022, elle devient une course d'attente de cette même épreuve[49].

| Jour     | Période                           | Epreuve                             | Catégorie                                         | Parcours                              |
| -------- | --------------------------------- | ----------------------------------- | ------------------------------------------------- | ------------------------------------- |
| Vendredi | Après-midi                        | GP Plouay Juniors                   | Hommes junior (1.1)                               | Plusieurs tours de circuit            |
| Samedi   | Fin de matinée - après-midi       | Classic Lorient Agglomération       | UCI World Tour féminin (1.WWT) Femmes Elite       | Parcours en ligne + tours de circuit  |
| Samedi   | Midi - après-midi                 | Grand Prix de Plouay Juniors Femmes | Femmes junior (1.1)                               | Plusieurs tours de circuit            |
| Dimanche | Midi - après-midi                 | GP Plouay Elite Men                 | UCI Europe Tour (1.2) Hommes Elite                | Plusieurs tours de circuit            |
| Dimanche | Fin de matinée - Fin d'après-midi | Bretagne Classic                    | UCI World Tour (1.UWT) Hommes Elite professionnel | Parcours en ligne + 1 tour de circuit |

Durant le même week-end, d'autres animations ont lieu telles qu'une épreuve cyclosportive, la Cyclo Morbihan, créée en 1992 qui a lieu le vendredi, une épreuve sur piste (challenge 44-56) et une compétition de BMX depuis 2013,. Une rando-vintage, réservée aux cyclos en tenue d'époque, voit le jour en 2014,.
En 2021, le Cyclisme handisport (ou paracyclisme) fait son apparition avec différentes épreuves.
Expérimenté dans l'organisation d'épreuves, le comité des fêtes a organisé le championnat de France des professionnels en 1984, avec le sacre de Laurent Fignon et les championnats du monde en 2000 sur le circuit du Grand Prix portant le nom de Jean-Yves Perron, l'ancien vice-président du comité des fêtes à l'origine de l'internationalisation de cette course cycliste. Le Championnat de France des Sapeurs-Pompiers s'est déroulé en 2013 ainsi que les Championnats d'Europe en 2020, remplaçant au pied levé la région du Trentin, démissionnaire et préférant orchestré celle de l'année suivante.